# Mauvaise Base
Mauvaise Base (The Final Detail) est un roman policier américain écrit par Harlan Coben en 1999. C'est le sixième roman de cet auteur dont le héros est Myron Bolitar.
Le roman est traduit en français en 2008. 

## Résumé
Alors que Myron Bolitar est en vacances aux Caraïbes, son ami Win vient le chercher et lui apprend qu'Espéranza, son amie et associée, a été arrêtée par la police de New York pour le meurtre de Clu Haid, un joueur de Baseball professionnel dont Myron est l'agent sportif. Tout l'accuse mais elle se mure dans le silence. Myron persuadé de son innocence, veut mener sa propre enquête avec l'aide de Win et de sa nouvelle secrétaire, Big Cyndi bien qu'Espéranza et son avocate Hester Crimstein refusent son aide.
Il est aussi chargé par Sophie Mayor, la nouvelle propriétaire de l'équipe des Yankees de New-York dont Clu faisait partie, de retrouver sa fille Lucy Mayor dont elle est sans nouvelle depuis plus d'une dizaine d'années.
Clu Haid semblait avoir tiré un trait sur son lourd passé (alcool, drogue) depuis son mariage et la naissance de ses deux garçons. Pourtant quelques jours avant son décès, il a été contrôlé positif et sa carrière professionnelle est menacée une seconde fois, chose invraisemblable aux yeux de Myron qui le connaissait bien. Ce dernier va découvrir la raison pour laquelle Espéranza ne fait aucune déclaration, elle veut protéger sa réputation et celle de son amante, la femme de Clu. Tout cela n'explique toujours pas le meurtre. Il faut replonger dans le passé commun de Myron et de Clu pour trouver un début d'explication. Une personne veut les piéger et les punir mais pourquoi ?
Douze ans auparavant, Clu avait eu un accident alors qu'il était saoul au volant. Pour la police et pour Myron, ils étaient trois dans la voiture et s'en sortaient tous avec quelques égratignures et grâce à sa célébrité de l'époque, Clu avait pu échapper à un procès qui aurait mis fin à sa carrière.
Myron apprend qu'en réalité quatre personnes étaient dans la voiture, une jeune femme était décédée sur le coup et ses compagnons l'avaient enterré dans la forêt avant que la police n'arrive sur les lieux. Quand il apprend que la jeune fille n'est autre que Lucy Mayor, tout devient plus clair à ses yeux. Que peut-il faire lui qui, il y a douze ans, avait transporté et remis le pot de vin de Clu pour que les policiers ferment les yeux sur sa conduite en état d'ivresse ?

## Personnages
- Myron Bolitar : agent sportif et fondateur de MB Sport, c'est un ancien basketteur de haut niveau. Il a dû mettre un terme à sa carrière à la suite d'une blessure au genou. Ancien agent du FBI, il est spécialiste des arts martiaux.

- Windsor Horne "Win" Lockwood : ami depuis le lycée avec Myron. Héritier et homme d'affaires richissime, ils font équipe pour les enquêtes. Il est féru aux arts martiaux. Il aime la justice et peut se montrer violent envers ceux qui ne la respectent pas..

- Espéranza Diaz : ancienne catcheuse professionnelle sous le nom de "Petite Pocahontas", d'origine hispanique, elle est petite et athlétique. Elle est l'amie et l'associée de Myron depuis qu'elle est devenue avocate.

- Big Cyndi :  elle est la nouvelle secrétaire de l'agence. C'est aussi est une ancienne catcheuse sous le nom de "Big Chief Mama" et amie de Espéranza.

- Sophie Mayor : propriétaire de l'équipe de Yankees. Sa fille, Lucy, a disparu il y a dix ans environ. Elle veut savoir la vérité sur sa fille qu'elle croit toujours en vie.

- Hester Crimstein :  reine du barreau sur petit écran, elle n'exerçait plus sauf dans une émission de télévision mais elle veut sauver son amie.